# Perioiken
Perioiken (Oudgrieks: περίοικοι = omwonenden) waren inwoners van de oud-Griekse poleis Sparta en Messenië. Perioiken woonden vooral in de berg- en kustgebieden.
Perioiken bezaten geen tot slechts beperkte burgerrechten; zij hadden wel lokale of gemeentelijke zelfbeschikking en een eigen bestuur, maar geen actief of passief kiesrecht in de staat waar zij thuishoorden. Daarbij hadden zij tegenover die staat bepaalde verplichtingen, zoals militaire dienst verrichten en belastingen betalen.
In het leger vochten ze als Hoplieten, mogelijk in dezelfde eenheden als de homoioi (Spartanen met volledig burgerrecht).
De perioiken van Sparta mochten waarschijnlijk eigenaar zijn van de grond waarop zij woonden, en hielden zich bezig met handel, nijverheid en scheepvaart, beroepen die voor de Spartaanse burgers (de zogenaamde homoioi) verboden bleven.
In tegenstelling tot de Spartaanse heloten en de minderjarige Spartaanse kinderen (tot na de krypteia) die buiten een schouderdoek (chlamys) meestal naakt leefden waren de perioiken hieraan niet onderworpen.

## Oorsprong
De polis Sparta is ontstaan tijdens de duistere eeuwen rond de Eurotas rivier. Tijdens de duistere eeuwen werd dit gebied veroverd door de Doriërs. De oorspronkelijke inwoners van het gebied kregen geen volledig burgerrecht, zoals de Spartanen (die afstamden van de Doriërs), maar hadden als perioken meer rechten dan de heloten, die volledig rechteloos waren en als staatsslaven aan de staat toebehoorden. Het is onduidelijk of de perioiken ook deels van Doriërs afstamden.